# Rakaia pauli
Rakaia pauli är en spindeldjursart som beskrevs av Forster 1952. Rakaia pauli ingår i släktet Rakaia och familjen Pettalidae. Inga underarter finns listade i Catalogue of Life.